# Hiiu

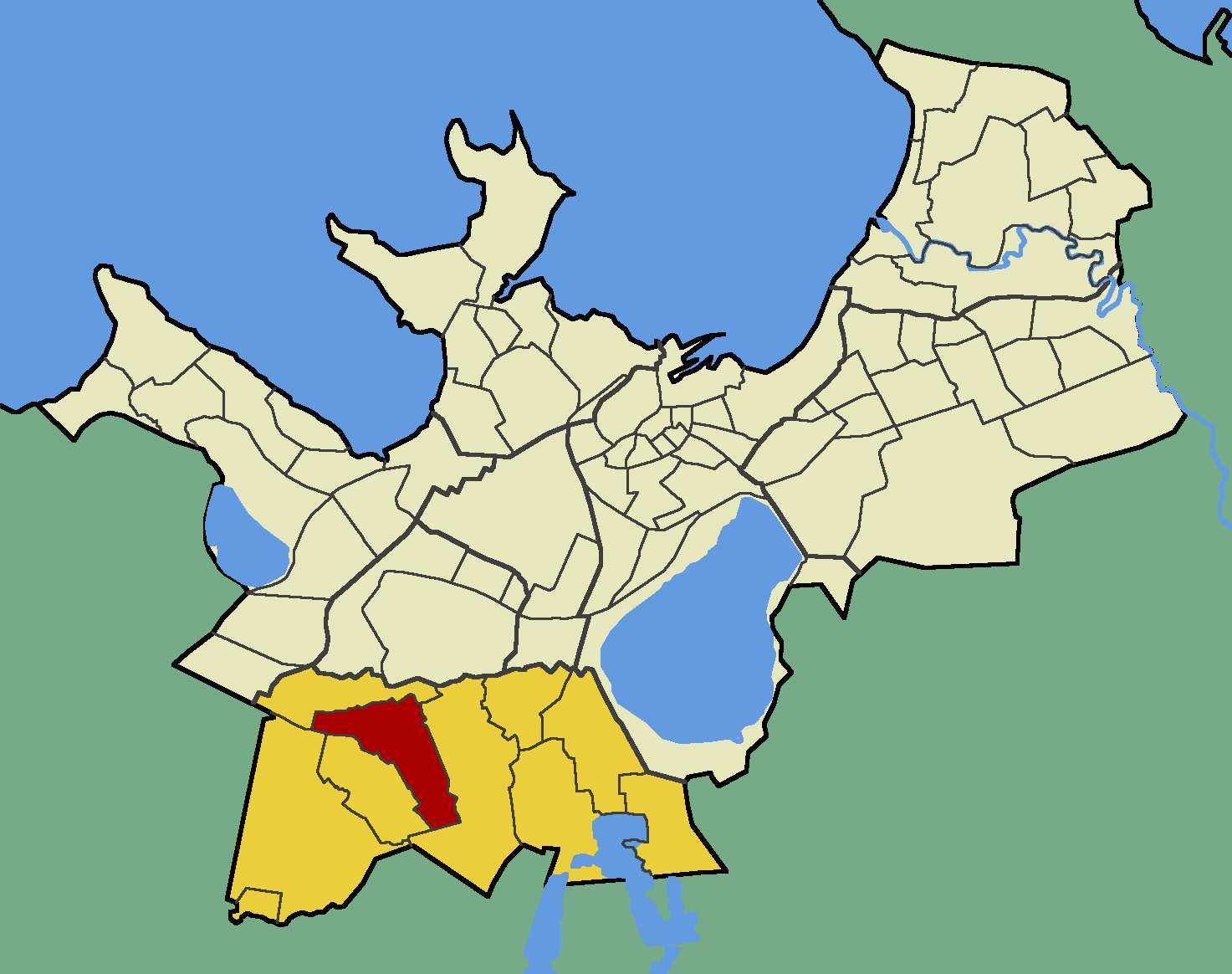
Lage von Hiiu (rot) im Tallinner Stadtteil Nõmme (gelb)

Hiiu ist ein Stadtbezirk (estnisch asum) der estnischen Hauptstadt Tallinn. Der Bezirk liegt im Stadtteil Nõmme.

## Bezirk
Der Stadtbezirk hat heute 3.897 Einwohner (Stand 1. Mai 2010). Seine Fläche beträgt 2,5 Quadratkilometer.
Der Name des Bezirks leitet sich von der estnischen Insel Hiiumaa (deutsch Dagö) ab. Erster Siedler des ursprünglichen Waldgebiets war der aus Hiiumaa stammende Andrus Bork, der als Baumeister nach Nõmme zog. Er errichtete 1886 ein Holzhaus. Daran brachte er die Aufschrift Hioküla als Zeichen seiner Herkunft an. Auch als sich die Siedlung vergrößerte, blieb der Name Hiiuküla erhalten.
Mit der Schmalspurbahn 1913 wurde Hiiu an das estnische Eisenbahnnetz angeschlossen. Im selben Jahr wurde der Bahnhof von Hiiu eingeweiht. Er war am Ende des Ersten Weltkriegs einer der größten Schmalspurbahnhöfe der Welt.
An dem wichtigen Verkehrsknotenpunkt wuchs der Bezirk rasch. Die Architekten Ernst Kühnert und Robert Natus entwickelten 1925/26 einen Generalplan zum Ausbau der Gartenstadt Nõmme, der Hiiu als deren Zentrum vorsah.

## Schloss Hohenhaupt

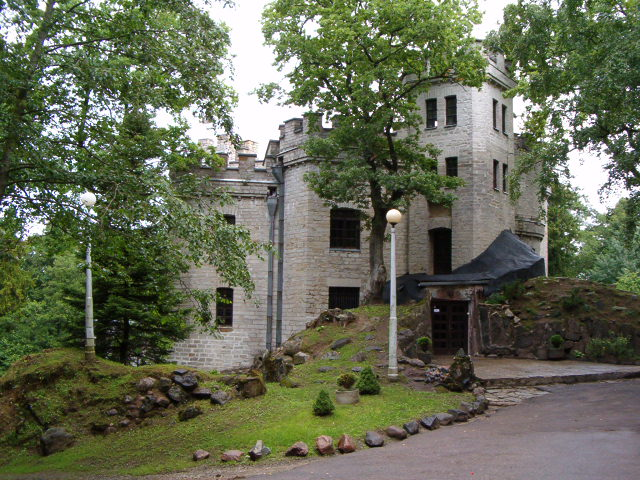
Das Glehn’sche Schloss im Stadtbezirk Hiiu

Ende des 19. Jahrhunderts ließ der deutschbaltische Adlige Nikolai von Glehn einen burgartigen Gutshof, das „Schloss Hohenhaupt“ (estnisch Mustamäe mõis), errichten. Es wird im Volksmund „Glehn’sches Schloss“ (Glehni loss) genannt. Das Gebäude mit seinen Garten- und Parkanlagen fügte sich harmonisch in den angrenzenden Stadtwald ein. Teile des Walds wurden in den 1920er und 1930er Jahren zugunsten neuer Wohngebiete gerodet.
Das 1886 fertiggestellte Gebäude ist zweigeschossig. Es erinnert bewusst an eine mittelalterliche Burg. 1900–1910 wurde das Palmenhaus fertiggestellt, 1910 der imposante Turm. Die „Burg“ wurde Ende des Ersten Weltkriegs zerstört, in den 1970er Jahren aber wieder aufgebaut. Ab 1977 diente sie als Studentenhaus der Technischen Universität Tallinn (TTÜ). Heute finden in dem Gebäude Kulturveranstaltungen, Konferenzen und Seminare statt. Seit 1997 steht es unter Denkmalschutz.

## Sankt-Johannis-Kirche

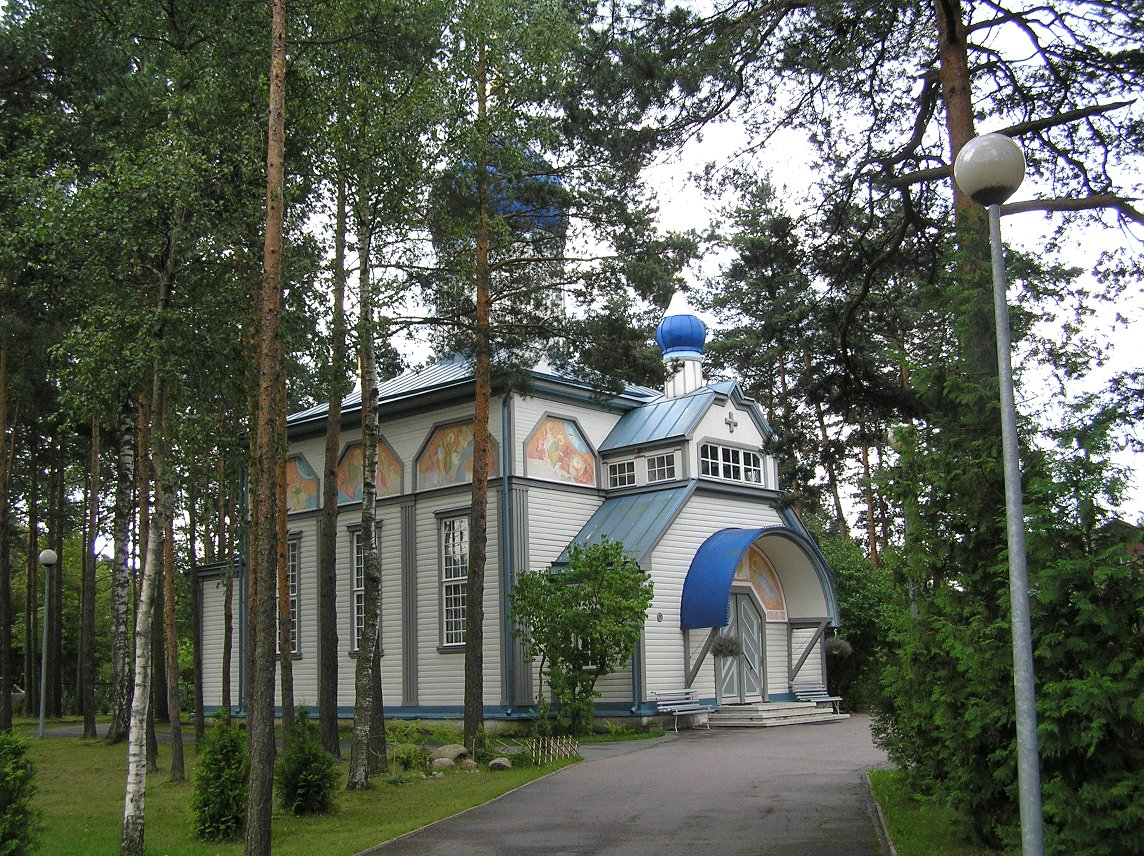
Orthodoxe Sankt-Johannis-Kirche

Die orthodoxe Sankt-Johannis-Kirche von Hiiu wurde 1923 fertiggestellt. Das Gelände hatte der deutschbaltische Adlige von Glehn der Gemeinde geschenkt. Architekt war Aleksandr Vladovski (1876–1950). Die Kirche war in der Zwischenkriegszeit eine gemischtsprachige Kirche: an drei Sonntagen fand der Gottesdienst in russischer Sprache statt, an einem Sonntag in estnischer Sprache. Heute ist sie rein russischsprachig. Nach Wiedererlangung der estnischen Unabhängigkeit wurde das Gebäude aufwändig restauriert.